# Régénérations
Pour les articles homonymes, voir Régénération (homonymie).
Régénérations (Leonard Betts) est le 12e épisode de la saison 4 de la série télévisée X-Files. Dans cet épisode, Mulder et Scully enquêtent sur la mort supposée d'un ambulancier qui est en réalité un mutant ayant la faculté de se régénérer.
L'épisode marque un jalon important dans l'arc narratif de la série, avec la découverte du cancer de Scully. Diffusé juste après le Super Bowl XXXI, il a réalisé l'audience la plus importante de toute la série et a été accueilli favorablement par la critique. Selon les analystes, il aborde notamment le thème des irrésistibles besoins physiques.

## Résumé
À Pittsburgh, Leonard Betts, un ambulancier, est décapité lors d'un accident de la circulation. Plus tard, à la morgue, son corps sans tête assomme le gardien, vole ses vêtements et quitte les lieux. Enquêtant sur la disparition du corps, Mulder et Scully trouvent la tête de Betts parmi des déchets médicaux. Lors de son examen par Scully, les yeux et la bouche de la tête s'ouvrent brusquement. Pendant ce temps, Mulder fouille l'appartement de Betts et trouve les vêtements du gardien. Après son départ, Betts sort de la baignoire où il était caché et régénère sa tête.
Interrogée par Mulder, Michelle Wilkes, l'ancienne partenaire de Betts, fait l'éloge de ses talents, notamment de sa faculté à diagnostiquer un cancer. Par ailleurs, le lobe frontal de Betts présente des signes de cancer généralisé. Lorsque Chuck Burks soumet la tête à une photographie d'aura, un effet corona prenant la forme d'épaules apparaît. Ayant appris que le véritable nom de Betts est Albert Tanner, Mulder et Scully rendent visite à sa mère, qui leur affirme que son fils est mort dans un accident il y a six ans. Pendant ce temps, Wilkes découvre avec stupeur que Betts travaille dans un autre hôpital. Pour protéger son secret, Betts lui fait une injection mortelle de chlorure de potassium avant d'être capturé par un agent de sécurité. Menotté, il s'échappe en s'arrachant le pouce. Dans la voiture de Betts, les deux agents trouvent une glacière remplie de tumeurs. Mulder est alors convaincu que Betts peut se régénérer et qu'il se nourrit du cancer pour survivre.
Sur le parking d'un bar, Betts tue un client souffrant d'un cancer du poumon. Il se crée ensuite un nouveau corps tout entier, d'une façon semblable à une mue. L'ancien est poursuivi par Mulder et Scully, et la voiture qu'il conduit explose, alors que le nouveau se cache chez sa mère. Néanmoins, quand les deux agents découvrent que le corps d'Albert Tanner est toujours dans son cercueil, Mulder soupçonne la supercherie. Betts se nourrit d'une tumeur cancéreuse de sa mère, à la requête de cette dernière, et appelle une ambulance. Alors que Mulder conduit des recherches dans le voisinage, Scully part dans l'ambulance avec la mère de Betts. À son arrivée à l'hôpital, Scully découvre que Betts se cache sur le toit du véhicule. Betts dit à Scully qu'elle a quelque chose dont il a besoin, lui faisant comprendre qu'elle a le cancer. Tous les deux se battent, et Scully tue Betts en lui appliquant un défibrillateur chargé contre la tête. Scully cache ensuite à Mulder ce que Betts lui a dit. Plus tard, dans son appartement, elle se réveille avec un saignement de nez.

## Distribution
- David Duchovny : Fox Mulder
- Gillian Anderson : Dana Scully
- Paul McCrane : Leonard Betts
- Marjorie Lovett : Elaine Tanner
- Jennifer Clement : Michelle Wilkes
- Bill Dow : Chuck Burks

## Production

### Préproduction
Régénérations est le premier épisode écrit en collaboration par Vince Gilligan, John Shiban et Frank Spotnitz. Les trois hommes se référeront plus tard à ces scénarios comme des créations de John Gillnitz, un mot-valise constitué d'un mélange de leurs noms. Spotnitz déclare qu'il n’appréciait pas particulièrement ce script à l'époque de sa conception mais qu'il est devenu avec le temps l'un de ses scénarios favoris. L'épisode Plus jamais est initialement prévu pour être diffusé avant Régénérations mais quand Chris Carter apprend que le douzième épisode sera diffusé juste après le Super Bowl XXXI, il change l'ordre de diffusion. Carter souhaite en effet accrocher un maximum de nouveaux téléspectateurs avec un épisode effrayant qui présente les deux héros dans leurs rôles traditionnels.
Cet épisode est important pour l'arc narratif de la série car Scully découvre qu'elle est atteinte d'un cancer. Quand Chris Carter informe Gillian Anderson de la nouvelle, l'actrice se déclare « ravie » de l'occasion qui lui est offerte d'aborder son personnage d'une autre manière. Gillian Anderson affirme plus tard qu'elle aurait néanmoins joué son personnage d'une façon différente dans Plus jamais si elle avait su que Scully avait alors déjà appris pour son cancer.

### Tournage
Pendant le tournage, le réalisateur Kim Manners conseille à Paul McCrane, qui joue le personnage de Leonard Betts, de mettre l'accent sur le côté émotionnel du rôle. McCrane doit par ailleurs passer de nombreuses heures en maquillage pour son rôle et plusieurs scènes lui demandent des efforts physiques particuliers. Il doit ainsi rester ainsi parfaitement immobile avec la tête passée à travers un trou dans une table lors de la scène d'autopsie de sa tête. Il doit également passer plusieurs minutes immobiles sous l'eau pour la scène dans la baignoire. La scène où un nouveau Leonard Betts émerge de la bouche de l'ancien est créée par Toby Lindala en entrecoupant des plans de Paul McCrane avec ceux d'un mannequin dont la bouche et les yeux fonctionnent indépendamment.

## Accueil

### Audiences
Lors de sa première diffusion aux États-Unis, juste après le Super Bowl XXXI, l'épisode réalise un score de 17,2 sur l'échelle de Nielsen, avec 29 % de parts de marché, et est regardé par 29,1 millions de téléspectateurs. Cette audience fait de lui l'épisode le plus regardé de toute l'histoire de la série.

### Accueil critique
L'épisode a été globalement bien accueilli par la critique. Todd VanDerWerff, du site The A.V. Club, lui donne la note de A, soulignant qu'il est devenu si connu des fans pour ses « incroyables cinq dernières minutes », qui donnent le coup d'envoi de l'arc narratif autour du cancer de Scully, qu'on a oublié à quel point c'était un « épisode impressionnant » dans son ensemble, à l'esthétique remarquable et où « quasiment tout fonctionne » au niveau de l'intrigue. Dans leur livre sur la série, Robert Shearman et Lars Pearson lui donnent la note de 4/5, mettant en avant la qualité de l'histoire, « qui semble légère et frivole » au début et se termine d'une façon « délibérément cruelle ».
Paula Vitaris, de Cinefantastique, lui donne la note de 3/4, saluant l'équilibre entre les côtés horrifique et humoristique et notant que la révélation finale et la conversation qui s'ensuit entre Mulder et Scully est « l'une des meilleures scènes de la saison ». Pour le site Le Monde des Avengers, « le ton funèbre et l’enfermement savamment distillé par l’habile réalisation élèvent cette histoire d’un mort perpétuellement en sursis au rang de superbe diamant noir de cette saison », d'autant que « les scènes gores présentent un impact certain grâce aux effets spéciaux toujours étonnants », et que l'interprétation est encore une fois excellente, particulièrement celles de Paul McCrane et de Gillian Anderson, « éblouissante de talent et de profondeur de jeu ». Sarah Stegall, du site Munchkyn Zone, lui donne la note de 3/5, évoquant un épisode qui « se montre la plupart du temps à la hauteur de son potentiel » mais « est affaibli par sa dépendance aux scènes chocs ».
Le personnage de Leonard Betts est souvent cité parmi les « monstres de la semaine » les plus marquants de la série. Louis Peitzman, du site Buzzfeed, le classe à la 3e place des monstres les plus effrayants de la série. Katie King, du webzine Paste, le classe à la 6e place des meilleurs monstres de la série. John Moore, du site Den of Geek, le classe à la 9e place des meilleurs méchants de X-Files. Pour Connie Ogle, de PopMatters, il figure parmi les monstres les plus mémorables de la série.

### Distinctions
En 1997, l'épisode est nommé à l'Emmy Award du meilleur maquillage pour une série.

## Analyse
Selon Jan Delasara, l'un des principaux thèmes de l'épisode est l'exploration des « pulsions physiques irrésistibles ». Dans le cas de Leonard Betts, son envie de tuer est due à un besoin biologique et non à une pulsion malveillante. Le personnage est un monstre humain aisément compréhensible qui a pour seul but de survivre et n'est pas heureux de ce qu'il doit faire pour cela. Pour Amy Donaldson, la condition de Betts est une métaphore de quelqu'un qui a « laissé le péché ou le mal prendre le contrôle de sa vie ». Bien que Betts soit capable de détecter et de se nourrir du cancer, ses motifs dérivent de son seul désir de survivre. Donaldson met le comportement du personnage en opposition avec celui de l'épisode Dévoreur d'âmes, de la huitième saison, qui absorbe les souffrances des autres dans un but altruiste.
Dans son livre, Elyce Rae Helford note que l'épisode aborde les thèmes du « sacrifice maternel et de la monstruosité maternelle », à travers le personnage de la mère de Betts, thèmes que l'on retrouve plusieurs fois au cours de la série et plus particulièrement dans les quatrième et cinquième saisons. Selon Richard Edwards, le fait que Scully décide de taire la révélation que lui a faite Betts est une illustration de la théorie de l'égoïsme psychologique, selon laquelle toutes les actions humaines sont motivées par des désirs égoïstes, même quand elles semblent altruistes.
Anne Simon, professeur de biologie à l'université du Maryland, affirme que la manière dont Betts se régénère est semblable à la façon dont plusieurs amphibiens urodèles peuvent régénérer leur queue ou l'un de leurs membres. Chez l'être humain, seuls deux types de cellules, les cellules sanguines et celles du foie, peuvent se régénérer. Simon émet l'hypothèse que le pouvoir de régénération de Betts est dû à un lien particulier entre son système immunitaire et sa croissance cellulaire, et que ce que Scully et Chuck Burks prennent à tort pour des tumeurs dans son lobe frontal sont en réalité des blastèmes, une masse de cellules assurant la régénération chez les amphibiens urodèles.